# Lijst van weg- en veldkapellen in Roosendaal
Dit is een onvolledige lijst van veldkapellen in de gemeente Roosendaal. Kapelletjes komen vooral in het zuiden van Nederland voor en werden dikwijls gebouwd ter verering van een heilige.
| Kapel                                               | Adres                                                  | Plaats      | Bouwperiode  | Architect           | Foto                                                |
| --------------------------------------------------- | ------------------------------------------------------ | ----------- | ------------ | ------------------- | --------------------------------------------------- |
| Mariakapel                                          | Kapelstraat 8                                          | Heerle      | 1897         |                     |                                                     |
| Mariakapel                                          | Steenbergsestraat                                      | Moerstraten | 1944         | Jos Godeau          |                                                     |
| Vredeskapel                                         | Heijbeeksestraat                                       | Nispen      | 1946         | Joseph Cuypers      |                                                     |
| Mariakapel                                          | Kerkweg                                                | Nispen      |              |                     |                                                     |
| Mariakapel                                          | Boswachtersdreef-Turfvaartsestraat (Camping Zonneland) | Nispen      |              |                     |                                                     |
| Sint-Antoniuskapel                                  | Brugstraat 30                                          | Roosendaal  |              | C. Sturm            |                                                     |
| Onze-Lieve-Vrouw-van-Zeven-Smartenkapel (Kapelberg) | Deurlechtsestraat 5                                    | Roosendaal  | 1897         | M. Vergouwen        | Onze-Lieve-Vrouw-van-Zeven-Smartenkapel (Kapelberg) |
| Mariakapel (Tolbergse Schuurkapel)                  | Damastberg 108                                         | Roosendaal  | 1999         |                     |                                                     |
| Mariakapel                                          | Tuin Franciscanessenklooster, Vincentiusstraat         | Roosendaal  |              |                     |                                                     |
| Mariakapel                                          | Tuin Franciscanessenklooster, Vincentiusstraat         | Roosendaal  |              |                     |                                                     |
| Onze-Lieve-Vrouw van Altijddurende Bijstandkapel    | Spellestraat                                           | Wouw        | 1935         | Hendrik Willem Valk |                                                     |
| Mariakapel                                          | Doeldreef                                              | Wouw        | 1948 en 1994 |                     |                                                     |